# 户撒刀
户撒刀是阿昌族的一种民间工艺品，也称阿昌刀，因多产于云南省德宏傣族景颇族自治州陇川县户撒乡而得名，是中國目前仅存的手工实战刀。与新疆维吾尔族的英吉萨刀、积石山保安族的保安刀，并称全国三大民族刀具。
户撒刀锻制精纯，锋利、坚韧且耐用，种类繁多，有背刀、砍刀、腰刀、藏刀、匕首等各种形制，其中又以藏刀和背刀最为典型。有的还在刀上刻制十二生肖图、罐制黄白铜及金银，用白银包柄和刀鞘。

## 历史
户撒刀历史悠久，早在明清时期就享有盛名，至今已有600多年历史。唐天宝战争前后，大量汉人流落阿昌族聚居区，向其传授了锻制和铸造铁器的技术。明洪武年间，沐英西征时曾留下一部份军队驻守户撒屯垦，他们将打制精良刀具的技术传给了阿昌族人；随后在三征麓川时，阿昌族领袖赖氏、况氏随军出征，也将先进的技术引入。万历十一年（1583年）时，游击将军刘𬘩受命迎击缅甸入侵，得知户撒阿昌人会制作兵器后，立即将户撒划为筹措军需之地，实行屯田制，进行半军事化管理。后沐英后人沐昌祚贿赂刘𬘩，将户撒占为己有，锻造刀具为己用；彼时云南巡抚曾于万历十六年四月（1588年）、十七年二月（1589年）两次上书朝廷，要求沐昌祚归还户撒，但沐昌祚不听，后户撒也被成为“沐氏勋庄”。后吴三桂又把户撒划为私庄，同样也是为了其锻造的刀具。
1983年，户撒生产的刀被中华人民共和国国家民族事务委员会、轻工部评为“民族特需工艺品最优产品”。1987年又获“云南省第三届民族用品优秀产品”称号。2006年5月20日，户撒刀的锻制技艺经中华人民共和国国务院批准，列入第一批国家级非物质文化遗产名录。

### 名称来源
户撒刀其名据说是为了纪念兴过和软诺之间真挚的爱情，就将兴过住的坝子取名叫户撒（坝头），软诺住的坝子取名为腊撒（坝尾）；阿昌族的铁匠们，为了纪念兴过这位勇敢年轻的能工巧匠“兴过”，便将打制的阿昌刀称为户撒刀。

## 使用
第一次世界大战期间，英军曾在缅甸组建过一支景颇族军队克钦营，每个战士配备一把式样特别的战刀，叫做“戈勒卡”，此刀即出自户撒阿昌族名师之手。
1953年，阿昌族的滕茂芳锻造了两把七彩刀赠送给毛泽东。2003年，户撒当地有名刀匠李德勇等人铸造了一把长6.06米，宽0.6米，重2.3吨的“天下第一刀”，作为德宏州建州50周年的赠礼，并且申报了吉尼斯世界纪录的“最重钢制长刀”一项。
景颇族、傣族、德昂族、傈僳族、阿昌族、藏族甚至居住山区的汉族青年，都会购置一把阿昌族户撒刀，外出时随身佩戴。

## 制作
户撒刀的制作过程主要由选料、锤打、开槽刮磨、淬火等工序组成；选用保山、腾冲一带的钢材，在炉火中反复加热、锤打、刮磨成刀胚，再沾水淬火；有一种薄韧可弯的背刀是蘸水淬火后又用香油回火制成。